# Pitingo
Antonio Manuel Álvarez Vélez (Ayamonte, Huelva, 6 de noviembre de 1980), conocido artísticamente como Pitingo (en idioma caló, presumido), es un cantaor gitano español de flamenco y soul.

## Biografía
Nació en Ayamonte, Huelva, hijo de madre gitana y padre payo. Su padre fue Guardia Civil, creció en un cuartel. Aprendió el cante en familia, ya que pertenece a una de las sagas de gran tradición cantaora, como los Valencia y los Carpio. Es el creador de la "soulería", soul a ritmo de bulería.
Pitingo se fue a vivir a Barajas, en Madrid. Trabajó en el aeropuerto cargando maletas mientras cantaba por bulerías y fandangos de Manolo Caracol. Así se ganaba la vida hasta que su tía adoptiva Salomé Pavón decidió llevarlo una de las reuniones de Los Magos, payos y gitanos que se juntan los miércoles en un bar de Madrid, con visitas de grandes figuras del cante como Enrique Morente, Carmen Linares, Pepe Habichuela o Diego Carrasco, dando inicio a su carrera artística. En 2004 participó junto a Nono García en el tema «Guajira del Trasmallo» perteneciente a la BSO de la película Atún y chocolate de Pablo Carbonell.
En 2005, la sala El Búho Real, junto con Emi-Virgin, editó el disco Búho real, nueve artistas nuevos que recopilaba los temas de nueve cantautores, entre los que se encontraban «Los quereles» y «El olvido» de Antonio Pitingo. 
Grabó su primer disco Pitingo con Habichuelas en 2006, apadrinado por Enrique Morente con gran éxito comercial, con una mezcla entre el flamenco y el soul. Ese mismo año colaboraba también en el disco El precio de la fama del rapero Haze con el tema «La valla de la muerte».
Posteriormente, Pitingo ha participado en la banda sonora original de la película Cándida, reinterpretando la canción «Gwendolyne» de Julio Iglesias con una versión flamenco-soul, un reto lanzado por Guillermo Fesser (del dúo Gomaespuma), director de la película, un gran contraste de estilos en relación con el original.
En septiembre de 2007 (días 14, 15 y 16) estrena en el Teatro Calderón de Madrid el espectáculo Soulería (soul a ritmo de bulerías). Repite en el mismo teatro, del 30 de noviembre al 9 de diciembre de 2007, y luego en el Teatro Bellas Artes de Madrid desde el 10 de diciembre de 2007 al 13 de enero de 2008.
En abril de 2008 aparece el CD+DVD Soulería, editado por la discográfica Universal y grabado en sus primeras actuaciones en el teatro Calderón. Se mantiene durante semanas en los primeros puestos de la lista de discos más vendidos gracias a su primer sencillo «Killing me softly with his song» hasta alcanzar el disco de oro en el mes de septiembre de 2008. Gracias a la repercusión alcanzada con este proyecto discográfico presenta nuevamente Soulería del 8 de octubre al 2 de noviembre de 2008 en el teatro Haagen Dazs-Calderón de Madrid.
En septiembre de 2008 Pitingo estrena su versión del tema «Cuéntame» para la décima temporada de la serie de TVE Cuéntame cómo pasó. 
El 28 de octubre pone a la venta una nueva edición del disco Soulería que incluye cinco temas nuevos: «Cuéntame» (sintonía de la serie de TVE), «Me recordarás», «Yo viviré (I will survive)», «Ella se vendrá detrás de mí» (tema original de Los Chichos perteneciente al recopilatorio Hasta aquí hemos llegado) y «Noche de paz» (villancico).
A finales de enero de 2009, Beatriz Luengo lanza su segundo sencillo, «Dime», a dúo con Pitingo, que también aparece en el videoclip promocional del tema. 
Pitingo participa junto a otros artistas prestando su imagen en el videoclip «Moving» de Macaco, que forma parte de los eventos que organiza National Geographic para conmemorar el Día de la Tierra. También colabora en la edición española de «Resistiré», por la pandemia del coronavirus COVID19.

## Discografía

### Álbumes
- Pitingo con habichuelas (Universal Music, junio de 2006).

El primer disco de Pitingo está apadrinado por Enrique Morente gran leyenda del flamenco. En él han colaborado la familia Habichuela (Pepe Habichuela y Juan Habichuela y Carmen Linares entre otros.
- Soulería (Universal Music, abril de 2008). CD+DVD.

Recopilación del espectáculo teatral Soulería, protagonizado junto a Juan Carmona. Una fusión entre pop, flamenco, soul y gospel que entremezcla temas tradicionales flamencos (trilla, granaína y fandango) y éxitos de Bob Marley, The Beatles, Police, Otis Redding y Ray Charles. Ha alcanzado en dos ocasiones el puesto #3 en la lista de discos de España y lleva vendidas más de 150.000 copias, lo que le ha valido un disco de oro y doble Disco de Platino. 
Además su sencillo «Killing me softly with this song» ha sido certificado Oro (más de 20 000 copias vendidas).
- Olé & amén  (Universal Music, 30 de noviembre de 2010).

Con las colaboraciones especiales de Juan Carmona, Juan Habichuela, Farah Siraj, Soul of Prophecy Gospel Choir.
Luis Fonsi se une también a dúo con Pitingo en el tema «Y Dios nos ayudara»”.
El primer sencillo de «Olé y amén» es la versión en flamenco de la canción de Donna Summer «She Works hard for the Money (Lucha por su dinero)».
- Malecón Street  (Universal Music, 29 de noviembre de 2011).

Junto con el cantante mexicano Juan Gabriel canta a dúo el tema extra de este nuevo trabajo «Quiéreme mucho».
- Cambio de tercio  (Universal Music, 3 de junio de 2014).

- Soul, bulería y más  (Warner Music , mayo de 2016).

- Mestizo y fronterizo  (Warner Music , mayo de 2018).

Junto con el cantante Sam Moore canta a dúo el primer sencillo de este nuevo trabajo «Soul Man».

## Otros trabajos
A partir de mayo de 2013, Pitingo pasó a formar parte del jurado del programa El número uno de "Antena 3".
A partir de septiembre de 2013, Pitingo participó en el programa Por arte de magia de Antena 3.
A partir de julio de 2015, Pitingo participa como jurado del talent show Insuperables, emitido por La 1 de TVE.

## Premios
- Disco de Oro (más de 40 000 copias vendidas)
- Doble Disco de Platino (más de 110 000 copias vendidas)
- Premio Ondas de Música 2008 - Mención especial del jurado a las nuevas corrientes flamencas
- GQ como músico del año 2008
- Galardón PROMUSICAE por sus más de 40 000 discos vendidos
- PROTAGONISTAS 2008 en la categoría Artista Revelación
- Premio Cadena Dial 2008
- Premio El Público, de Canal Sur Radio, como Artista Revelación 2008
- Premio LLongueras 2009
- Premio de la Música 2009 ( XIII Edición de los Premios de la Música ) - Artista Revelación con el álbum Soulería
- Premio Cadena Dial 2011
- Premio Internacional Cubadisco 2013
- Premio Escaparate 2015
- Premio Radiolé 2015
- Premio Radiolé 2016
- Premio Pata Negra del Corral de la Morería 2018
- Premio Cofrade del Flamenco 2019